# 이포보
이포보(梨浦洑, 영어: Ipobo)는 경기도 여주시 금사면과 대신면에 있는 남한강의 보로서 4대강 정비 사업 과정에서 부설되었다. 이포대교의 조금 북쪽에 있다.